# Demi-ton
 (mars 2021).

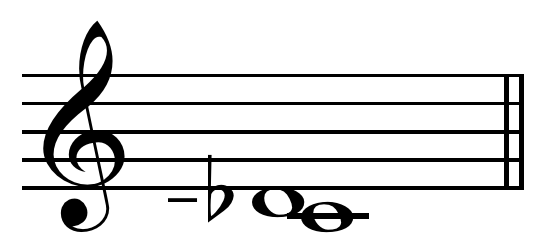
L'intervalle entre ré♭et do est un exemple de demi-ton diatonique dans l'échelle chromatique

En musique, le demi-ton est le plus petit intervalle conjoint de l'échelle diatonique ; il équivaut à la moitié d'un ton, d'où son nom. 
Le ton et le demi-ton sont les intervalles de base, qui, par addition, permettent d'obtenir tous les autres : tierces, quartes, quintes, etc.
Il existe deux sortes de demi-ton, chacune ayant sa propre fonction, sa propre nature et sa propre étendue : le demi-ton diatonique et le demi-ton chromatique. 

## Demi-ton diatonique
Dans l'échelle diatonique naturelle — c'est-à-dire sans altérations —, le demi-ton diatonique existe d'une part entre les notes mi et fa, d'autre part entre les notes si et do ; les autres intervalles conjoints sont des tons. 
Le demi-ton diatonique a une fonction attractive[Quoi ?]. Dans l'échelle chromatique, il est situé entre deux notes de noms différents — par exemple : do—ré♭.
La réponse à la question, souvent posée, « pourquoi donc n’y a-t-il qu’un demi-ton entre mi et fa, ainsi qu’entre si et do ? » résulte simplement de deux constatations psycho-acoustiques :
1) Le système auditif humain aurait une prédisposition à traiter les Intervalles basés sur des rapports de fréquences simples[réf. nécessaire], en l'occurrence : 2/1, 3/2 et 4/3 correspondant respectivement à l’octave, la quinte et la quarte. Il est en effet fort probable que le premier étage de l’oreille humaine se comporte comme un extracteur de spectre sonore et entend les sons en les décomposant en série de Fourier[réf. nécessaire] sous forme d’une somme d’ondes sinusoïdales dont les fréquences sont des multiples entiers d’une même fréquence f (appelée Fondamentale). Cette prédisposition pour les rapports de Fréquences simples serait, non pas innée, mais acquise très jeune par l'exposition aux Sons harmoniques tels que ceux de la voix humaine[réf. nécessaire] (cf [GOY]).
2) Chaque son de base (do pour l’Octave, sol pour la Quinte et fa pour la Quarte) contient dans ses six premières fréquences harmoniques une triade particulière qui est déjà un Accord Parfait Majeur. Ainsi, le do seul contient la triade "do - mi - sol" correspondant aux fréquences : do (f), mi (5/4 f), sol (3/2 f). On voit déjà ici apparaître les 2 tons entre do et mi (rapport 5/4 correspondant à 0,32 octave), et le 1,5 ton entre le mi et le sol (rapport 6/5 correspondant à 0,26 octave).
De même, le sol seul contient la triade "sol - si - ré" correspondant aux fréquences : sol (3/2 f), si (15/8 f), ré (9/8 f). On y voit réapparaître les 2 tons entre sol et si et le 1,5 ton entre si et ré.
Enfin, le fa seul contient la triade "fa - la - do" correspondant aux fréquences : fa (4/3 f), la (5/3 f), do (2f). On y voit réapparaître les 2 tons entre fa et la et le 1,5 ton entre la et do.

## Demi-ton chromatique
Le demi-ton chromatique est obtenu au moyen d'une altération : celle-ci partage chaque ton de l'échelle diatonique en deux demi-tons : un demi-ton diatonique et un demi-ton chromatique. Le demi-ton chromatique correspond donc à la différence entre le ton et le demi-ton diatonique.
Le demi-ton chromatique a une fonction expressive[réf. souhaitée]. Il est situé entre deux notes de même nom — par exemple : do—do.

## Étendue des demi-tons
Selon la théorie héritée du XIXe siècle, le demi-ton diatonique est plus petit que le demi-ton chromatique : le premier mesurant 4 commas et le second 5.
Au contraire, dans le tempérament mésotonique employé à l'époque baroque, le demi-ton diatonique est plus grand que le demi-ton chromatique.
Pour comprendre l'inversion des demi-tons, il faut bien entendre que l'archétype de la seconde mineure — demi-ton diatonique — est la relation sensible-tonique. Le tempérament mésotonique est construit sur la tierce majeure pure (plus petite que dans le tempérament égal), et la sensible est, pour des raisons harmoniques, d'abord considérée comme la tierce de l'accord de dominante — donc, en ré, le do, tierce du la, est bas, et le demi-ton diatonique do-ré grand. 
Plus tard, on considère surtout le sentiment ascendant de la sensible attirée par la tonique, et le do devient (sur les instruments monodiques, et à la voix) plus haut que sur le clavier égalisé, et do-ré un demi-ton plus petit.
Au XVIIe siècle des claviers à feintes brisées ont permis, en scindant en deux chacune ce que l'on nomme aujourd'hui touches noires, de réaliser cette différence, c'est-à-dire de pouvoir jouer un do différemment d'un ré.

### Égalisation des demi-tons
Le système dit du tempérament égal a permis de simplifier l'échelle chromatique en égalisant ses douze demi-tons : demi-ton diatonique et demi-ton chromatique ont désormais la même étendue. Cependant, leur orthographe diffère, et l'on veillera, dans la musique tonale, à ne pas confondre « do-ré » et « do-do », qui n'ont pas le même sens expressif, même si ré et do, notes enharmoniques, ont la même fréquence sur la plupart des instruments à sons fixes actuels en Occident.